# Ferdinando Pistorius
Ferdinando Pistorius (Stoccarda, 22 dicembre 1841 – Melegnano, 8 agosto 1884) è stato un imprenditore italiano di origini tedesche, pioniere dello sviluppo industriale in Italia.

## Biografia
Nato a Stoccarda alla metà dell'Ottocento, Ferdinando Pistorius focalizzò ben presto la sua attività di imprenditore e commerciante dapprima nell'agricoltura, allora principale settore dell'economia, e in seguito in quello dei trasporti pubblici, grazie al commercio di locomotive a vapore e alla costruzione ed esercizio di una rete di linee tranviarie in Lombardia. Morì a Melegnano nel 1884. I suoi resti si trovano al cimitero monumentale di Milano.

## Commercio di macchine agricole

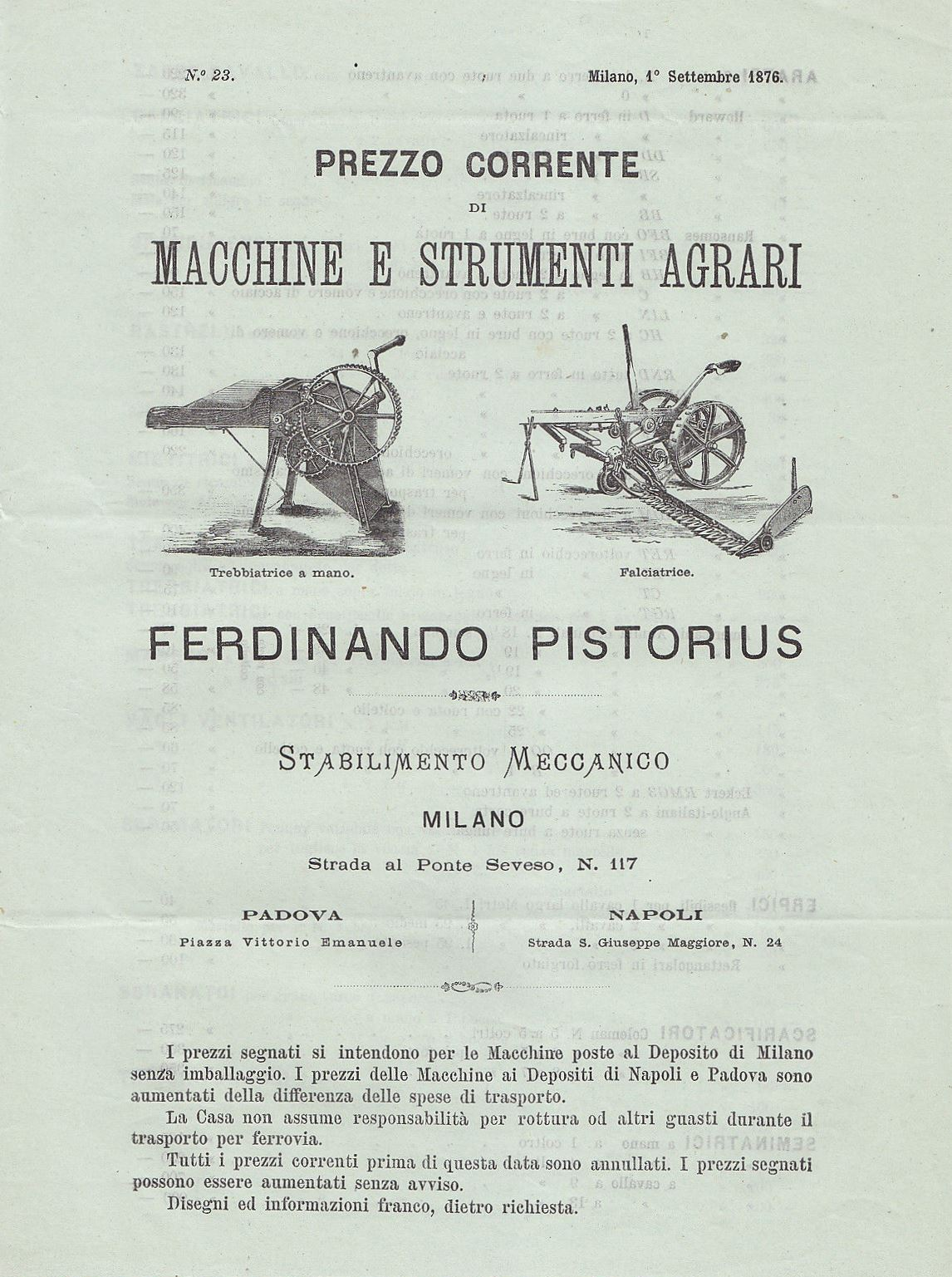
Catalogo 1876

Durante la cosiddetta seconda rivoluzione industriale il settore delle macchine agricole risultava particolarmente fiorente in virtù delle innovazioni tecnologiche introdotte. In tale ambito, Ferdinando Pistorius divenne titolare nel 1875 di una ditta di "macchine e strumenti agrari" che portava il suo nome e risultava una delle più note aziende di importazione di macchine agrarie della seconda metà dell'Ottocento; la sede della società era a Milano, in via Ponte Seveso 117.
Questa, fondata nel 1872, risultava inizialmente una filiale di una società napoletana la quale operava in collaborazione con la Casa di Commissione Whitmore e Grimaldi, per "il commercio di macchine e strumenti agrari"; tale azienda fu a sua volta rilevata da Pistorius dagli imprenditori milanesi John Whitmore e Filippo Grimaldi e consolidata nella Ferdinando Pistorius
Per la rilevanza di questa attività il Pistorius venne proposto per un'onorificenza e nel 1884 gli venne conferita la medaglia di bronzo per l'introduzione di strumenti a mano fabbricati all'estero.

## Pioniere delle tranvie a vapore

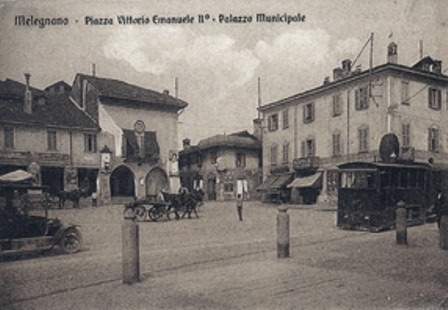
Melegnano, cartolina di inizio Novecento

Appassionato di cavalli, quale complemento rispetto al commercio di macchine agricole nel 1876 Pistorius intraprese l'attività di importazione e vendita di locomotive tranviarie a vapore.
Un primo lotto di 12 locomotive a vapore acquistate a Winterthur presso l'azienda di Charles Brown, seguite dal 1 maggio 1877 da altre locomotive importate per i mercati di Milano e Torino.
Ben presto Pistorius divenne concessionario esclusivista della Henschel & Sohn di Kassel, in virtù di un contratto che impegnò la sua azienda fino al 1907, sostituito alla sua morte dell'ingegnere Edoardo Baravalle. Una importante sede della società era in quel periodo a Torino in corso Vinzaglio 20. L'interesse per cavalli e locomotive manifestato dall'imprenditore italo-tedesco lo portò ad "onorare i suoi puro sangue" facendo verniciare le motrici Henschel in marrone, colore che in Italia le stesse mantennero fino all'entrata in vigore nel 1928 del decreto legge che prescrisse per tutti i veicoli di servizio pubblico il colore verde Veronese.
Nel 1878 Pistorius, che aveva nel frattempo preso direttamente in carico l'esercizio delle tranvie Fornaci-Treviglio-Caravaggio, Melegnano-Sant'Angelo Lodigiano, Milano-Lodi e Lodi-Treviglio-Bergamo, acquistò il terreno su cui sorgeva il cimitero di San Rocco a Milano, presso Porta Romana, sul quale sorse la prima stazione capolinea della Milano-Lodi e dal 1881 la direzione di una nuova compagnia cui venne dato il nome di Società Anonima dei Tramways a Vapore Interprovinciali di Milano, Bergamo e Cremona, poi mutato in Tramvie Interprovinciali Padane alla quale era stata nel frattempo devoluta la concessione delle linee esercite direttamente da Pistorius.

### Locomotive utilizzate direttamente da Pistorius per l'esercizio tranviario
Oltre alle unità importate per la vendita ad altre aziende, diverse locomotive furono acquistate da Pistorius per il regolare impiego sulle linee di cui deteneva la concessione; tali unità erano tutte di costruzione Henschel & Sohn e contraddistinte dal rodiggio 0-2-0:
| Unità              | Anno di acquisizione | N. costruzione |
| ------------------ | -------------------- | -------------- |
| 1 - Bergamo        | 1879                 | 1005           |
| 2 - Treviglio      | 1879                 | 1006           |
| 3 - Lodi           | 1879                 | 1048           |
| 4                  | 1879                 | 1050           |
| 5 - Stezzano       | 1879                 | 1034           |
| 6                  | 1879                 | 1033           |
| 7                  | 1879                 | 1035           |
| 8 - Arcore         | 1879                 | 1049           |
| 9                  | 1879                 | 1059           |
| 10                 | 1880                 | 1016           |
| 11 - Roma          | 1880                 | 1017           |
| 12 - Milano        | 1880                 | 1018           |
| 13 - Crema         | 1880                 | 1019           |
| 14 - Cassano       | 1880                 | 1020           |
| 15 - Melegnano     | 1880                 | 1021           |
| 16 - Sant'Angelo   | 1880                 | 1022           |
| 17 - Assago        | 1879                 | 1071           |
| 18 - Inzago        | 1879                 | 1072           |
| 19 - Cernusco      | 1880                 | 1104           |
| 20 - Villa Fornaci | 1880                 | 1105           |
| 21 - Napoli        | 1880                 | 1127           |
| 22 - Ferdinanda    | 1880                 | 1128           |
| 23 - Adda          | 1880                 | 1139           |
| 24 - Lambro        | 1880                 | 1140           |
| 25 - Serio         | 1880                 | 1156           |
| 26 - Po            | 1880                 | 1157           |
| 27 - Gamboloita    | 1881                 | 1158           |
| 28 - Rogoredo      | 1881                 | 1159           |
| 29 - San Donato    | 1881                 | 1175           |
| 30 - San Giuliano  | 1881                 | 1176           |
| 31 - San Grato     | 1881                 | 1177           |
| 32 - Tavazzano     | 1881                 | 1227           |